# Ece Seçkin
Ece Seçkin (Estambul, 12 de septiembre de 1991) es una cantante pop turca. Es conocida en Turquía por sus canciones como "Aman Aman", "Olsun", "Adeyyo" y "Hoş Geldin Ayrılığun". Varias de sus canciones tienen más de cien millones de visitas. A partir del 1 de noviembre de 2016, "Adeyyo" es la tercera canción más popular de Turquía.

## Discografía

### EPs
- 2012: Bu Ne Yaa
- 2015: Aman Aman
- 2016: Zamanım Yok

### Sencillos
- 2014: "Şok Oldum"
- 2014: "Hoşuna mı Gidiyor" (with Ozan Doğulu)
- 2016: "Hoş Geldin Ayrılığa" (with Kolpa)
- 2016: "Wet" (with Ozan Doğulu and Baby Brown)
- 2017: "O La La" (with Sinan Ceceli)
- 2017: "Sayın Seyirciler" (with Ozan Doğulu)
- 2018: "Dibine Dibine"
- 2019: "Nos Fuimos Lejos" (with Descemer Bueno and Enrique Iglesias featuring El Micha)
- 2019: "Geçmiş Zaman"
- 2019: "Benjamins 3" (with Rozz Kalliope)
- 2020: "Anlayamazsın" (with Sinan Akçıl)

### Vídeos musicales
- 2012: "Bu Ne Yaa"
- 2012: "Mahşer"
- 2014: "Şok Oldum"
- 2014: "Hoşuna mı Gidiyor"
- 2015: "Aman Aman"
- 2015: "Follow Me"
- 2016: "Hoş Geldin Ayrılığa"
- 2016: "Adeyyo"
- 2017: "Olsun"
- 2017: "O La La"
- 2017: "Sayın Seyirciler"
- 2018: "Dibine Dibine"
- 2019: "Vazgeçtim"
- 2019: "Nos Fuimos Lejos" (Turkish Version)
- 2019: "Geçmiş Zaman"
- 2019: "Benjamins 3"
- 2020: "Anlayamazsın"